# François Rude
François Rude (4. ledna 1784, Dijon – 3. listopadu 1855, Paříž) byl francouzský sochař.

## Život
Rude byl vyučen nejprve kovářem, ale od roku 1807 se vzdělával v Paříži na École des Beaux-Arts a soukromě u Pierre Cartelliera. Od roku 1815 do 1827 žil v Bruselu a prováděl dekorativní práce na výzdobě královských zámků. Poté se vrátil do Francie se svou manželkou Sophií Fremetovou, též sochařkou, dcerou francouzského bonapartisty, žijícího v bruselském exilu. V Paříži se pak Rude svými emotivními romantickými díly, plnými dynamiky, ve kterých prosvítá stále více moderní naturalismus, proslavil.

## Dílo
Jeho nejslavnějším dílem je socha maršála Neye, která stojí v Paříži na místě, kde byl maršál popraven, a kterou Victor Hugo označil za nejkrásnější sochu v Paříži. Dále jsou známy dvě busty malíře Jacquese-Louise Davida, busta matematika Gasparda Monge, busta mořeplavce La Pérouse, socha Jany z Arku, stojící v Lucemburské zahradě a celá řada dalších děl. Jeho relief Odchod dobrovolníků roku 1792 zdobí pařížský Vítězný oblouk.
Rude je pohřben na hřbitově Montparnasse v Paříži.

## Galerie

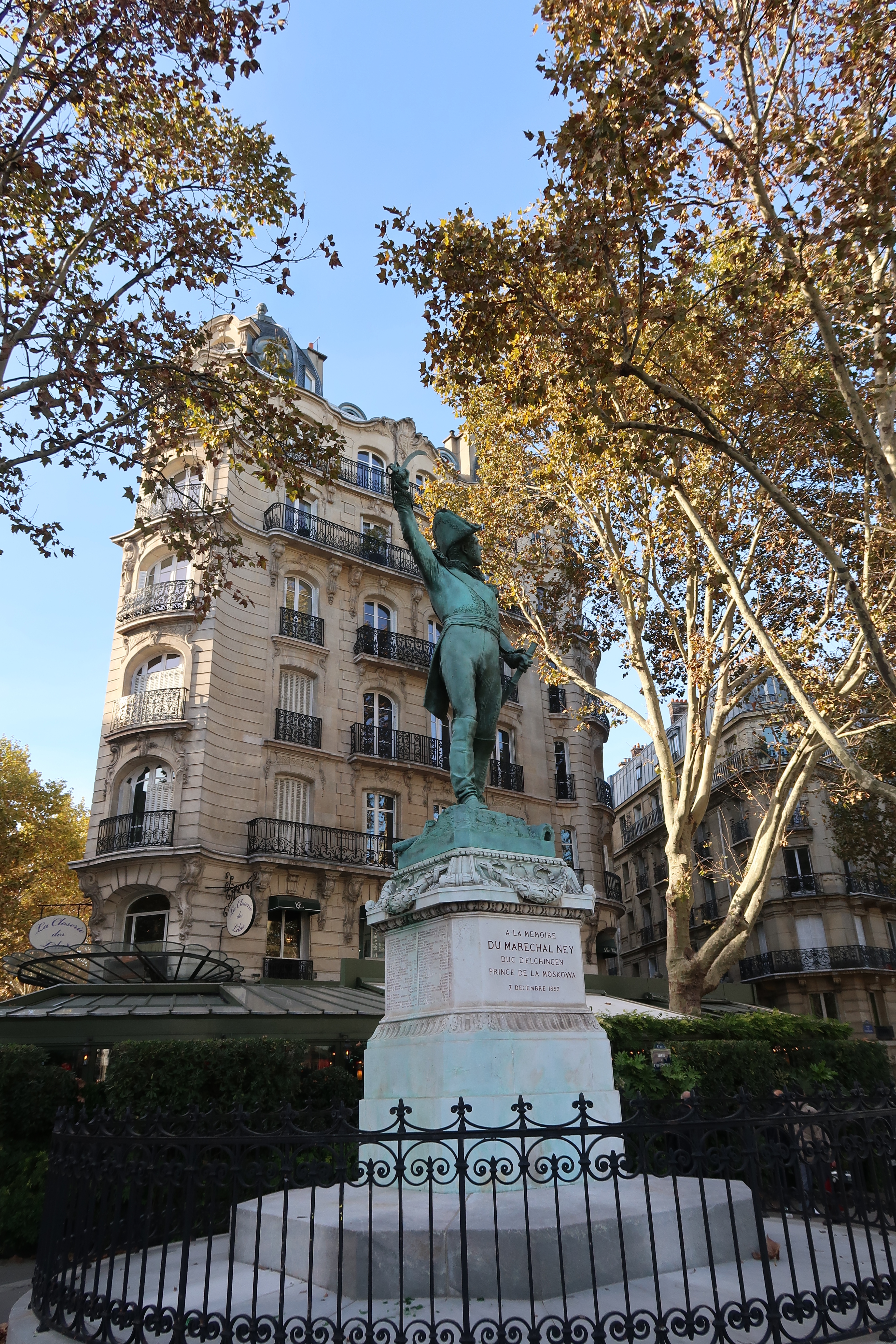
Socha maršála Neye v Paříži
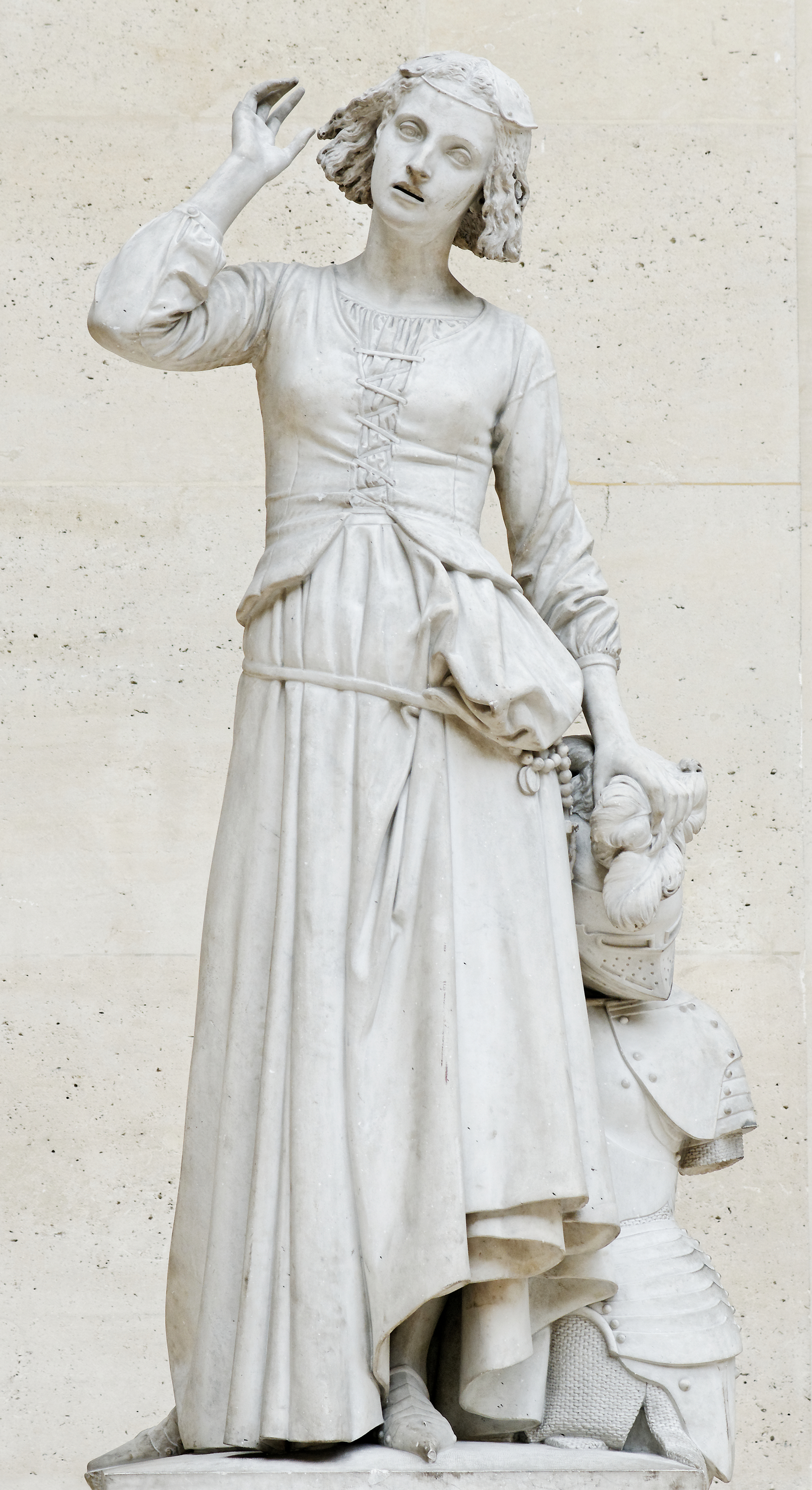
Jana z Arku naslouchající „hlasům“